# 设计-建造
设计－建造（英文：Design-Build）是一种建筑项目的交付模式，业主将项目交给单一实体全面负责，承揽设计、采购、施工等，直至项目完成。与传统的设计－招标－建造项目交付模式相比，设计和建造业务由一个被称为设计-建造承包商的单一实体来承担；而设计－招标－建造模式中，设计和建造是由不同的实体承担的。

## 定义
美国总承包协会（Associated General Contractors of America, DBIA）的定义：设计－建造模式，又称设计－施工（Design-Construct）模式或单一责任主体（Single Responsibility）模式，是一种合同框架；在此框架下，由一个实体，根据一份合同，承担全部的设计和施工任务。
美国土木工程师协会（American Society of Civil Engineers, ASCE）的定义：政府机构和私人商业领域可选用的项目交付方式之一；使用该模式，业主可将设计和施工的责任集中在一份合同之中，从而期望项目的生命周期成本被最有效利用，获得高质量的产品和服务。
英国皇家特许建筑学会（The Chartered Institute of Building, CIOB）定义是：业主就整个建设项目直接与一个承包商沟通，这个承包商要负责每个设计和施工的流程，并负责协调。施工与设计阶段虽有联系，但还是独立的过程。业主可以直接任命内部人员或者一个单独的咨询人员来审核项目是否物有所值，质量是否满足业主要求。
香港工程监督学会 (The Hong Kong Institute of Clerks of Works, HKICW) [1] 定义是：业主由可以由直接聘用工程监督，在施工的工地中，进行监督日常工地施工的工程质量的模式，转而透过主要承包商去聘用工程监督的模式，去达到进行监督日常工地施工的工程质量。
设计－建造承包商通常是建筑承包商，但在很多情况下，也可以是设计专业人士，如建筑师或工程师。 设计-建造 承包商可采用下述组织结构：
1. 应用自己实体的力量独立完成全部合同

1. 以设计承包商和施工承包商组成一个联合实体

1. 以设计承包商为主导组成团队，施工承包商作为分包商

1. 以施工承包商为主组成团队，设计承包商为分包商

## 优点
建筑项目历来一方面需要确定建筑设计师，另一方面需要确定建筑承包商，而这种设计－建造模式改变了传统的流程。这一项目交付模式，对业主的期望是否能实现的责任方是单一实体的，从而有可能减少风险和整体成本。
设计－建造交付模式，用于为业主降低项目风险，并通过使项目设计阶段与项目建筑阶段重叠，以缩短项目交付时间。

## 工程项目交付
在西方，工程项目的交付模式通常包括设计－建造模式、设计－采购－施工模式（Engineering-Procurement-Construction，简称EPC模式）模式、以及交钥匙（Turnkey）模式三种。
这三种工程项目交付模式的细微差别，可世界工程师联合会（FIDIC）1999年作出的如下定义来判断：1）EPC模式：承包商承担项目设计和施工的全部责任，业主很少介入；2）交钥匙模式：承包商承担全部设计、采购和施工，最终提供配备完善的设施，业主拿到钥匙即可运行；3）设计－建造模式，承包商按业主的要求设计提供工程设施。

## 缺点
设计－建造承包商的性能，跟该承包商是纯粹单一实体、是联合体，还是松散组合是密切相关的。纯粹单一实体承包商，通常自身拥有设计和建造资源；联合体往往是自身部分拥有建造资源总建筑承包商雇佣设计团队，而松散组合指中小型建商和外部设计团队间的合作。这三者技术和管理水平是不同的，从纯单一实体，至松散组合，很可能在设计和建筑能力上是降低的。而对于项目成本，则刚好相反，业主选择纯粹单一实体承包商，与选择松散组合承包商相比，项目成本是增加的。

## 历史
设计-建造有时被比作最古老建筑流程——「建筑大师」（「master builder」）模式。与传统的建筑合同采购方式相比，《设计－建造合同手册》一书的作者们评论说：「从历史上来看到，所谓的传统模式，实际是很近代的概念，只使用150年。而设计-建造概念，也以「建筑大师」著称，据报导已经使用了超过4,000年历史」。